# Rostocker FC
Der Rostocker FC 1895 ist ein deutscher Fußballverein aus Rostock. Heimstätte des Vereins ist der Sportpark am Damerower Weg.

## Vereinsentwicklung

Logo der TSG Bau

Am 20. Juni 1895 gründeten die vier Gymnasiasten Michael Beyer, Paul Buchholtz, Wilhelm Metzenthin und Werner Ahrens den „Rostocker Fußball-Club (RFC)“. 1899 fand das erste Wettspiel gegen den Internationalen Fußball-Club (IFC) Rostock statt, das der RFC mit 1:0 gewann. Seit dem Jahr 1900 stand die Vereinsmitgliedschaft auch Nichtschülern offen. 1905 trat der RFC dem Mecklenburgischen Fußballbund bei und spielte von nun an mit um die offiziellen Verbandsmeisterschaften in Norddeutschland. Um 1911 hatte die Suche nach einer geeigneten Fläche zum Ausbau eines eigenen Sportplatzes an der Satower Chaussee Erfolg.
Dem steigenden Bedürfnis nach Vereinssport trug der Zusammenschluss mit dem „Rostocker Fußballclub Greif von 1916“ und dem „Rostocker Schwimm-Club“ am 21. März 1919 Rechnung. Im neuen Vereinsnamen „Rostocker Sport-Club (RSC) von 1895“ zeigte man die Vielfalt des Angebots und verband Zeitgeist mit Tradition. In der Presse wurde meistens weiterhin die Kurzform Rostock 95 verwendet.
Die „Neuordnung des deutschen Sports“ im nationalsozialistischen Sinne ließ den RSC in einer der vier Rostocker „Großgemeinschaften“ aufgehen. Am 3. Februar 1938 erfolgte der Zusammenschluss mit dem „Verein für Rasensport von 1903“, dem „Rostocker Turnerbund“, der „Rostocker Turnerschaft“ und dem „Schwimm-Verein Rostock“ zur „Turn- und Sportgemeinschaft (TSG) Rostock“.
Nach dem Zweiten Weltkrieg nutzte zunächst die Rostocker „Sportgruppe Süd“ die ehemaligen TSG-Plätze. Im Zuge der „Umstellung des Sports auf Produktionsbasis“ schlossen sich einige Mitglieder ab 1949 der „Betriebssportgemeinschaft (BSG) Einheit Rostock“ an. Die Satower Straße wurde das Zuhause der „BSG Motor (Nord-West)“, zu der seit 1954 auch die Mitglieder der vormaligen „BSG Aufbau“ gehörten. In Trägerschaft des „VEB Wohnungsbaukombinat Rostock“ erhielt der Verein 1969 den Namen „Turn- und Sportgemeinschaft (TSG) Bau Rostock“.
Mit dem Ende des DDR-Sozialismus erfolgte am 18. Juli 1990 die Umbenennung in „Turn- und Sportverein (TSV) Grün-Weiß Rostock 1895 e. V.“. Damit sollte die Tradition des „Rostocker Sport-Club von 1895“ auf dessen ehemaliger Wirkungsstätte angemessen fortgesetzt werden. Am 29. Oktober 1996 lösten sich die Fußballer aus dem „TSV Grün-Weiß“ und gründeten den „Rostocker F.C. von 1895 e. V.“. Zur Planung und Organisation des Spielbetriebes der 1. Herren-Mannschaft wurde im Januar 2020 die Rostocker FC 1895 Spielbetriebs-GmbH gegründet. Anfang 2023 stand die Insolvenz des Vereins im Raum, die jedoch bis auf weiteres abgewendet werden konnte. Die Spielbetriebs-GmbH wurde nach dem Weggang des ghanaischen Investors Richard Kings Atikpo im Laufe der Saison 2023/24 wieder aufgelöst.

## Entwicklung des Fußballsports
| Jahr | Name                          | Besonderheit                                                                 |
| ---- | ----------------------------- | ---------------------------------------------------------------------------- |
| 1895 | Rostocker Fußball-Club        | Gründung                                                                     |
| 1919 | Rostocker Sport-Club von 1895 | Fusion mit Rostocker FC Greif von 1916 und Rostocker Schwimm-Club            |
| 1938 | TSG Rostock                   | Fusion mit VfR 1903 Rostock, Rostocker Turnerbund und Schwimm-Verein Rostock |
| 1945 | TSG Rostock                   | Auflösung                                                                    |
| 1945 | SG Rostock-Süd                | Neugründung                                                                  |
| 1949 | BSG Aufbau Rostock            | Umbenennung                                                                  |
| 1954 | BSG Motor Nord-West Rostock   | Beitritt                                                                     |
| 1969 | TSG Bau Rostock               | Umbenennung                                                                  |
| 1990 | TSV Grün-Weiß Rostock 1895    | Umbenennung                                                                  |
| 1996 | Rostocker F.C. von 1895       | Ausgliederung der Fußball-Abteilung                                          |

Logo des Rostocker SC v. 1895

Logo des Rostocker FC bis 2010

Rostock 95 spielte bis 1933 in der Oberliga Lübeck-Mecklenburg des NFV, gehörte also der höchsten Spielklasse an.
In der Fußballsaison 1942/43 wurde die TSG Rostock in die neu eingerichtete Gauliga Mecklenburg, eine von 29 Ligen, die zur Endrunde der deutschen Fußballmeisterschaft führten, eingestuft. Unter sieben Mannschaften setzte sich die TSG als Gaumeister durch, in der anschließenden Endrunde zur deutschen Meisterschaft 1942/43 scheiterten die Mecklenburger bereits in der Qualifikationsrunde an Holstein Kiel. Ebenfalls 1943 qualifizierte sich die TSG als Pokalsieger des Sportgaus Mecklenburg für den Wettbewerb um den Tschammerpokal 1943. In der 1. Schlussrunde war der Berliner Pokalsieger Hertha BSC der Gegner, die Rostocker unterlagen deutlich mit 1:7 und schieden aus dem Wettbewerb aus. Die letzte Mecklenburger Gauligasaison mit zehn Teilnehmern beendete die TSG Rostock auf Platz 7.
1958 gelang der BSG Motor Nordwest Rostock erstmals der Aufstieg in die damals viertklassige Bezirksliga Rostock, in der sie sich bis zum Abstieg 1963 halten konnte. 1967 kehrte Nordwest wieder in die inzwischen drittklassige Bezirksliga zurück, um 1969 erneut abzusteigen. Als TSG Bau erreichten die Rostocker 1970 zum dritten Mal die Bezirksliga. 1971 wurde der ehemalige Oberligaspieler des F.C. Hansa Rostock Günter Madeja Spielertrainer. Er führte die TSG nach einem 4:3 und einen 2:2 gegen Vorwärts Stralsund II 1973 zur Bezirksmeisterschaft und damit zum Aufstieg in die zweitklassige DDR-Liga. Dort konnten sich die Rostocker insgesamt dreizehn Spielzeiten behaupten. Mit dem Staffelsieg in der Saison 1978/79 nahm der Verein an der Aufstiegsrunde zur DDR-Oberliga teil, scheiterte jedoch am FC Vorwärts Frankfurt und an der BSG Chemie Leipzig. Seit den 1970er Jahren war die TSG zum Auffangbecken ehemaliger Spieler des F.C. Hansa Rostock geworden, die dort entweder wegen Erfolglosigkeit ausdelegiert worden waren oder bei der TSG ihre Karriere ausklingen lassen wollten (siehe Personen). 1986 musste die TSG gemeinsam mit Stahl Hettstedt und Brieske-Senftenberg wieder den Gang in die Bezirksliga antreten. 1990 wurde noch einmal die Bezirksmeisterschaft gewonnen, der Aufstieg in die DDR-Liga wurde jedoch durch den letzten Platz in der Aufstiegsrunde verpasst.
Der TSG-Nachfolger TSV Grün-Weiß wurde 1991 Dritter der Bezirksliga und qualifizierte sich damit für die neugeschaffene Landesliga. Dort war die Mannschaft bis zu ihrem Abstieg 1996 vertreten. Danach startete der abgespaltene Rostocker FC 1996/97 in der sechstklassigen Landesliga. Ihm gelang 1998 die Rückkehr in die Verbandsliga. In der Saison 2009/10 erreichte man das Pokalfinale im Landespokal Mecklenburg-Vorpommern. Das Endspiel verlor der RFC gegen den Torgelower SV Greif mit 1:2. In der Saison 2010/11 schloss der Rostocker FC die Verbandsliga als Tabellendritter ab und erreichte die bis dahin beste Platzierung seit seiner Neugründung.
Mit der Saison 2019/20 und dem damit verbundenen 125. Vereinsjubiläum erreichten durch das gute Abschneiden der 1. Herren in der Verbandsliga (2. Platz) und der Meisterschaft der Frauen beide Teams zur Saison 2020/21 erstmals überregionale Ligen. Die Männer spielten folgend bis 2025 in der Oberliga Nordost, während die Frauen bis 2023 in der Regionalliga Nordost agierten. Dazu erhielten die Frauen das Startrecht in der 1. Runde des DFB-Pokals. 
Erstmals in der Vereinsgeschichte gewann der Verein im Jahr 2023 den Landespokal von Mecklenburg-Vorpommern. Die Rostocker besiegten im Finale Einheit Ueckermünde mit 5:2 und qualifizierten sich so für den DFB-Pokal der Saison 2023/24. In diesem empfing der RFC in der 1. Hauptrunde den Bundesliga-Aufsteiger 1. FC Heidenheim, gegen den mit 0:8 verloren wurde. In der Vorsaison noch Tabellenzweiter hinter Hansa Rostock II, entgingen die 1895er im Mai 2024 nur knapp dem Abstieg aus der Oberliga Nordost, da aus der Verbandsliga Mecklenburg-Vorpommern keine Mannschaft aufstieg und sich so die Zahl der Absteiger aus der Oberliga reduzierte. Ein anschließendes Ersuchen beim Landesverband, die erste Mannschaft in die Verbandsliga zurückziehen zu können, wurde abgelehnt. In der darauffolgenden Saison stand der RFC bereits ab dem 24. Spieltag als Absteiger aus der Oberliga fest und wurde mit 0 errungenen Punkten die bis dato erfolgloseste Mannschaft in der Geschichte der Oberliga Nordost.

## Statistik
Herren
- Teilnahme Gauliga Mecklenburg: 1942/43, 1943/44
- Teilnahme Endrunde deutsche Meisterschaft: 1942/43
- Teilnahme Tschammer-/DFB-Pokal: 1943, 2023/24
- Teilnahme DDR-Liga: 1973/74 bis 1985/86
- Ewige Tabelle der DDR-Liga: Rang 48
- Ewige Tabelle der Verbandsliga: Rang 2
- Mecklenburg-Vorpommern-Pokalsieger: 2023

Frauen
- Mecklenburg-Vorpommern-Pokalsieger: 2022, 2023
- Teilnahme DFB-Pokal: 2020/21, 2021/22, 2022/23, 2023/24

### Ligenverlauf
| Jahr        | Liga                             |
| ----------- | -------------------------------- |
| 1942–1944   | Gauliga Mecklenburg              |
| 1946–1949   | Landesklasse Mecklenburg         |
| 1949–1953   | Bezirksklasse                    |
| 1953–1956 ▼ | Bezirksliga Rostock              |
| 1957–1958 ▲ | Bezirksklasse                    |
| 1959–1963 ▼ | Bezirksliga Rostock              |
| 1963–1967 ▲ | Bezirksklasse                    |
| 1967–1969 ▼ | Bezirksliga Rostock              |
| 1969–1970 ▲ | Bezirksklasse                    |
| 1970–1973 ▲ | Bezirksliga Rostock              |
| 1973–1986 ▼ | DDR-Liga                         |
| 1986–1991   | Bezirksliga Rostock              |
| 1991–1996 ▼ | Verbandsliga Bis 1995 Landesliga |
| 1996–1998 ▲ | Landesliga                       |
| 1998–2020 ▲ | Verbandsliga                     |
| 2020–2025 ▼ | Oberliga Nordost                 |
| 2025–       | Verbandsliga                     |

| Jahr        | Liga                 |
| ----------- | -------------------- |
| 2005–2017 ▲ | Verbandsliga         |
| 2017–2018 ▼ | Regionalliga Nordost |
| 2018–2020 ▲ | Verbandsliga         |
| 2020–2023 ▼ | Regionalliga Nordost |
| 2024–       | Verbandsliga         |

## Personen
Rostock 95 brachte einen bekannten Torwart hervor:
- Hans Uhlich, später beim FC St. Pauli und Hertha BSC[7]

Die TSG Bau hatte zwischen 1971 und 1986 bekannte ehemalige Spieler des F.C. Hansa Rostock als Fußballtrainer:
- Günter Madeja, Trainer 1971–1976, 68 Oberligaspiele 1961–1968
- Heino Kleiminger, Trainer 1977–1971, 186 Oberligaspiele 1956–1970, 4 Länderspiele
- Jürgen Heinsch, Trainer 1985/86, 177 Oberligaspiele 1958–1971, 7 Länderspiele

Mehrere DDR-Oberligaspieler ließen ihre Fußball-Laufbahn bei der TSG Bau ausklingen:
- Günter Bräsel, 1970–1976 bei der TSG, 17 Oberligaspiele für Hansa Rostock
- Udo Haß, 1973–1981 TSG, 10 Oberligaspiele für den Vorwärts Berlin/Frankfurt
- Gerd Kische, 1982/83 TSG, 181 Oberligaspiele für Hansa Rostock, 63 Länderspiele
- Dieter Lenz, 1980/1981 TSG, 132 Oberligaspiele für Hansa Rostock
- Wolfgang Wruck, 1971–1978 TSG, 64 Oberligaspiele für Hansa Rostock

Die TSG Bau war auch Auffangbecken für Spieler, die bei Hansa Rostock wegen ungenügender Leistungen ausdelegiert wurden:
- Günter Bräsel, 1970 von Hansa, 17 Oberligaspiele
- Wolfgang Feige, 1977, 5 Oberligaspiele
- Bernd Köhler, 1979, 8 Oberligaspiele
- Gerhard Krentz, 1976, 20 Oberligaspiele
- Hartmut Krüger, 1977, 1 Oberligaspiel
- Christian Radtke, 1976, 58 Oberligaspiele, 1978 Rückkehr zum F.C. Hansa
- Bernhard Zuch, 1975, 14 Oberligaspiele

Weitere Personen von besonderer Bedeutung:
- Matthias Döschner, DDR-Oberligaspieler bei Dynamo Dresden und 40-facher DDR-Nationalspieler, war Trainer beim Rostocker FC
- Stefanie Draws, Bundesligaspielerin bei Turbine Potsdam, begann beim Rostocker FC
- Jens Wahl, Bundesligaspieler beim F.C. Hansa Rostock, begann seine Fußballkarriere bei der TSG Bau
- Bernd Wunderlich, Oberligaspieler des F.C. Hansa war Trainer beim Rostocker FC
- Jens Dowe, Bundesligaspieler, war von 2018 bis 2020 Trainer beim Rostocker FC und führte die Mannschaft in der Saison 2019/20 zum Aufstieg in die Oberliga
- Theo Martens, spielte in der Jugend des RFC, wechselte zu Hansa Rostock und stieg dort zum Profi-Fußballer auf